# 175548 Sudzius
175548 Sudzius este un asteroid din centura principală de asteroizi.

## Descriere
175548 Sudzius este un asteroid din centura principală de asteroizi. A fost descoperit pe 27 septembrie 2006 la Moletai de Kazimieras Černis și Justas Zdanavičius. Asteroidul prezintă o orbită caracterizată de o semiaxă mare de 2,65 ua, o excentricitate de 0,07 și o înclinație de 1,3° în raport cu ecliptica.